# 鍾楚維
鍾楚維（Chung Cho Wai，1947年9月21日—2023年10月24日），綽號大隻維，有亞洲第一中鋒美譽，退役香港足球員，曾多次入選香港足球代表隊，是香港1970年代華人首席足球中鋒，出身於流浪，其後轉投愉園，一直效力至1981年掛靴。

## 球員生涯
小時候住在柴灣的鍾楚維，從小已喜歡踢足球，並曾與朋友組成「柴灣少年足球隊」，除了與柴灣工廠區的工人比賽外，還會在報紙小球版與其他地區球隊約戰。16歲那年，靠媽媽透過朋友介紹到南華體育會擔任場地管理工作，並獲青年軍球員鄭潤如引薦給流浪班主畢特利，正式展開球員生涯。
1965年，鍾楚維隨同首次升班的流浪在甲組亮相，直至季尾對星島的比賽才首次在甲組上陣，結果以0–1見負。其後對愉園的比賽第二次上陣，便取得個人足球生涯第一個甲組賽事入球，結果兩隊賽和 2–2。
效力流浪三個球季後，鍾楚維於1968年，在門將盧德權游說下，加盟重新加入丙組聯賽的愉園，協助愉園以三年時間重返甲組。
鍾楚維在愉園初時擔任右輔鋒，其後因球隊中鋒陳中斷腳，鍾楚維才正式擔任中鋒。張子岱於1972年加盟愉園，中場創造力大為增強，鍾楚維獲得充足供應下，入球亦比之前大為增多，開始踢出名堂，並一直效力至掛靴，於1978–79年度更榮膺香港甲組足球聯賽神射手。
1981年4月27日，愉園在香港大球場對南華的香港足總盃，是鍾楚維的告別賽，不幸以 1–2 見負，一代亞洲最佳中鋒正式告別球壇。
鍾楚維是香港1970年代華人首席足球中鋒，曾多次入選香港足球代表隊，更是1977年，香港隊參加在新加坡舉行的1978年世界盃亞大區A組外圍賽，取得小組出線權，晉身五強賽的主要功臣，決賽對新加坡，憑他左路策動攻勢，妙傳劉榮業射入，1比0奠定勝局。
退休後，他與球圈好友尹志強、李國華合夥開設King's Arm酒吧。他在商場長袖善舞，曾經擁有兩間酒吧、兩間食肆，並晉身成為馬主，養過「君馬」、「心情好」兩匹馬。2003年因沙士疫情，飲食業生意大受打擊，終告破產。
2006年，鍾楚維重返球圈，擔任首次升上甲組的地區球會和富大埔的技術顧問。
2O23年10月24日肺癌復發，享年76歲。

## 成報專欄
鍾楚維於2009年8月，在香港老牌報章《成報》專欄，他在2009年9月27日，親眼目賭愉園作客對新界地產和富大埔的甲組聯賽，在多踢一人情況下竟然以 0–4 大敗，其後於《成報》專欄發表「痛心疾首」文章，指摘「愉園在場中比賽的球員像變了演員，受幕後導演指導下進行演出，大埔憑什麼能以寡敵眾而大勝，大家應心中有數，畫公仔不須畫出腸來」，並揚言會熔掉愉園在告別賽送贈給他的「毋忘我會」四字金牌，引起本港球圈議論紛紛。

## 個人榮譽
- 香港足球明星選舉最佳十一人 一次（1978–79季度）
- 香港甲組足球聯賽神射手獎 一次（1978–79季度）

## 外部連結
- 威過．富過．破產過 大隻維淡泊人生 （页面存档备份，存于）